# Прилеп (Добричская область)
Прилеп (болг. Прилеп) — село в Болгарии. Находится в Добричской области, входит в общину Добричка. Население составляет 22 человека.

## Политическая ситуация
Кмет (мэр) общины Добричка — Петко Йорданов Петков (Болгарская социалистическая партия (БСП)) по результатам выборов в правление общины.